# Eparchia di Gornji Karlovac

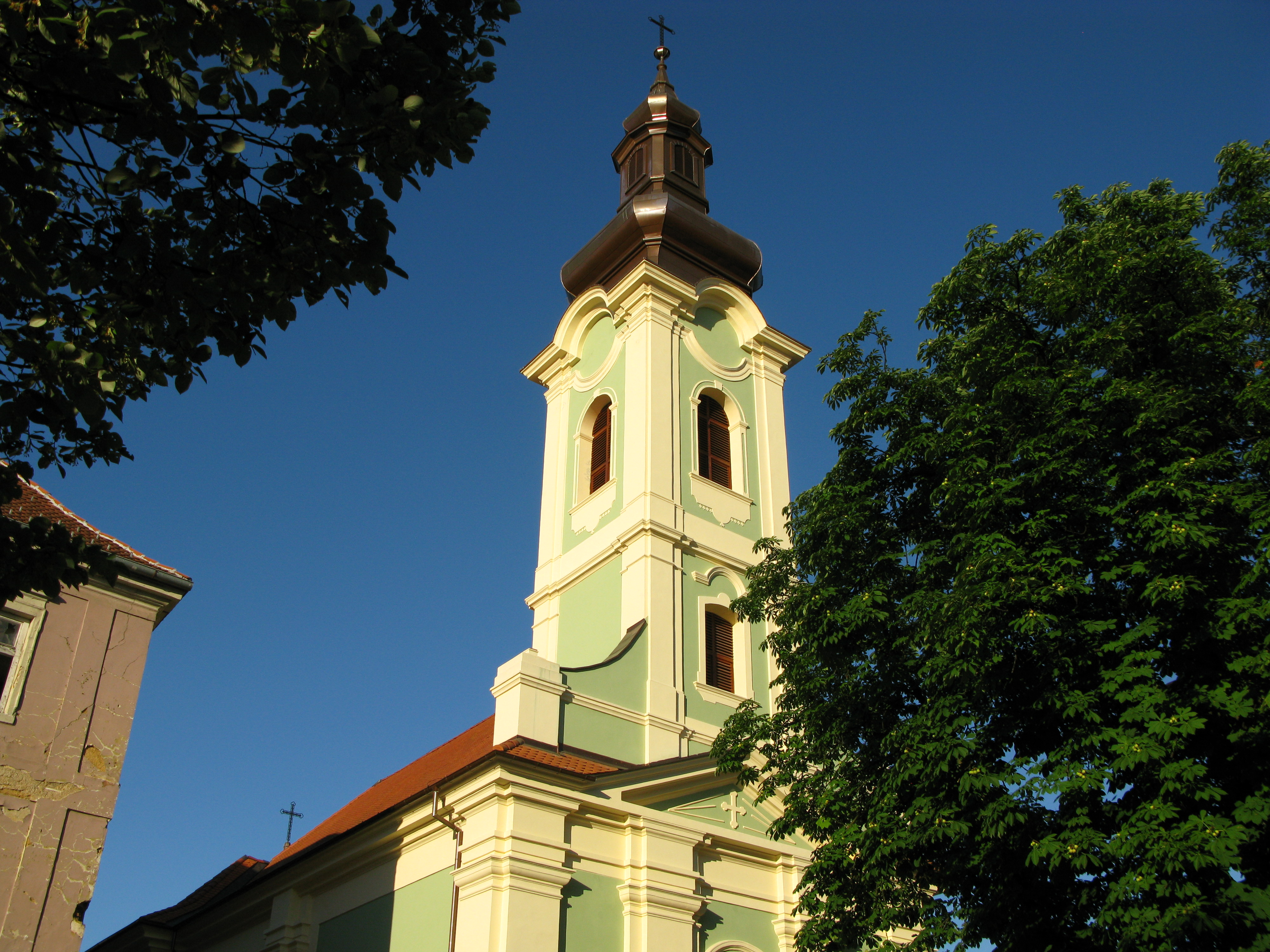
La nuova cattedrale di San Nicola

L'eparchia di Gornji Karlovac ( in croato: Eparhija gornjokarlovačka; in serbo: Епархија горњокарловачка) è un'eparchia della chiesa ortodossa serba con sede nella città di Karlovac, in Croazia. Essa copre l'area di Banovina, Kordun, Lika, Corbavia, Gorski Kotar, nonché la Croazia settentrionale e l'Istria.
Importanti monasteri cristiani ortodossi della regione sono Gomirje, vicino a Ogulin, e Komogovina, tra Glina e Kostajnica.

## Storia
L'eparchia originariamente denominata Eparhija Ličko-Krbavska i Zrinopoljska fu fondata nel 1695 dal metropolita Atanasije Ljubojević e autorizzata dall'imperatore Giuseppe I d'Asburgo nel 1707. L'eparchia nel XIX secolo assunse il nome attuale ed assurse come principale centro ecclesiastico della chiesa ortodossa serba nella regione.
Nel 1993 l'antica cattedrale di San Nicola a Karlovac fu distrutta dai croati durante la guerra di indipendenza croata, per essere poi ricostruita nel 2007.